# Bahri Tanrıkulu
Bahri Tanrıkulu (Ankara, 16 marzo 1980) è un taekwondoka turco.

## Palmarès
Giochi olimpici
- Argento a Atene 2004

Mondiali di taekwondo
- Argento a Campionati mondiali di taekwondo 1999
- Oro a Campionati mondiali di taekwondo 2001
- Bronzo a Campionati mondiali di taekwondo 2003
- Oro a Campionati mondiali di taekwondo 2007
- Oro a Campionati mondiali di taekwondo 2009

Europei di taekwondo
- Bronzo a Campionati europei di taekwondo 1998
- Oro a Campionati europei di taekwondo 2000
- Oro a Campionati europei di taekwondo 2002
- Bronzo a Campionati europei di taekwondo 2004
- Argento a Campionati europei di taekwondo 2005
- Argento a Campionati europei di taekwondo 2006
- Argento a Campionati europei di taekwondo 2008